# Kateřina Siniaková
Kateřina Siniaková (Hradec Králové, 10 de maig de 1996) és una tennista professional txeca especialitzada en els esdeveniments de dobles.
En el seu palmarès té cinc títols individuals i 26 en dobles femenins. Destaquen els nou títols de Grand Slam en la modalitat de dobles femenins, la majoria al costat de la seva compatriota Barbora Krejčíková. Va ocupar el número 1 del rànquing en dobles durant 33 setmanes entre 2018 i 2019. Va formar part de l'equip txec de la Fed Cup i en va guanyar l'edició de 2018.
Va guanyar dues medalles d'or olímpiques, una als Jocs Olímpics de Tòquio 2020 en la modalitat de dobles femenins junt a Krejčíková, i una altra als Jocs Olímpics de París 2024 en la modalitat de dobles mixts junt a Tomáš Macháč.

## Biografia
Filla de Hana i Dmitry Siniakov, d'origen rus, que fou boxador i el seu entrenador. Té un germà més jove anomenat Daniel.

## Torneigs de Grand Slam

### Dobles femenins: 12 (10−2)
| Resultat   | Núm. | Any  | Torneig              | Parella            | Oponents                          | Marcador         |
| ---------- | ---- | ---- | -------------------- | ------------------ | --------------------------------- | ---------------- |
| Finalista  | 1.   | 2017 | US Open              | Lucie Hradecká     | Chan Yung-jan Martina Hingis      | 3−6, 2−6         |
| Guanyadora | 1.   | 2018 | Roland Garros        | Barbora Krejčíková | Eri Hozumi Makoto Ninomiya        | 6−3, 6−3         |
| Guanyadora | 2.   | 2018 | Wimbledon            | Barbora Krejčíková | Nicole Melichar Květa Peschke     | 6−4, 4−6, 6−0    |
| Finalista  | 2.   | 2021 | Open d'Austràlia     | Barbora Krejčíková | Elise Mertens Arina Sabalenka     | 2−6, 3−6         |
| Guanyadora | 3.   | 2021 | Roland Garros (2)    | Barbora Krejčíková | Bethanie Mattek-Sands Iga Świątek | 6−4, 6−2         |
| Guanyadora | 4.   | 2022 | Open d'Austràlia     | Barbora Krejčíková | Anna Danilina Beatriz Haddad Maia | 6−7(3), 6−4, 6−4 |
| Guanyadora | 5.   | 2022 | Wimbledon (2)        | Barbora Krejčíková | Elise Mertens Zhang Shuai         | 6−2, 6−4         |
| Guanyadora | 6.   | 2022 | US Open              | Barbora Krejčíková | Caty McNally Taylor Townsend      | 3−6, 7−5, 6−1    |
| Guanyadora | 7.   | 2023 | Open d'Austràlia (2) | Barbora Krejčíková | Shuko Aoyama Ena Shibahara        | 6−4, 6−3         |
| Guanyadora | 8.   | 2024 | Roland Garros (3)    | Coco Gauff         | Sara Errani Jasmine Paolini       | 7−6(5), 6−3      |
| Guanyadora | 9.   | 2024 | Wimbledon (3)        | Taylor Townsend    | Gabriela Dabrowski Erin Routliffe | 7−6(5), 7−6(1)   |
| Guanyadora | 10.  | 2025 | Open d'Austràlia (3) | Taylor Townsend    | Hsieh Su-wei Jeļena Ostapenko     | 6−2, 6−7(4), 6−3 |

### Dobles mixts: 1 (1−0)
| Resultat   | Núm. | Any  | Torneig   | Parella     | Oponents                    | Marcador       |
| ---------- | ---- | ---- | --------- | ----------- | --------------------------- | -------------- |
| Guanyadora | 1.   | 2025 | Wimbledon | Sem Verbeek | Luisa Stefani Joe Salisbury | 7−6(3), 7−6(3) |

## Jocs Olímpics

### Dobles femenins
| Any  | Campionat                   | Parella            | Oponents                         | Resultat |
| ---- | --------------------------- | ------------------ | -------------------------------- | -------- |
| 2020 | Jocs Olímpics, Tòquio, Japó | Barbora Krejčíková | Belinda Bencic Viktorija Golubic | 7−5, 6−1 |

### Dobles mixts
| Any  | Campionat                    | Parella      | Oponents                 | Resultat         |
| ---- | ---------------------------- | ------------ | ------------------------ | ---------------- |
| 2024 | Jocs Olímpics, París, França | Tomáš Macháč | Wang Xinyu Zhang Zhizhen | 6−2, 5−7, [10−8] |

## Palmarès

### Individual: 10 (5−5)
| 2009 − 2020             | Després de 2021 |
| ----------------------- | --------------- |
| Grand Slam (0−0)        |                 |
| WTA Finals (0−0)        |                 |
| Premier Mandatory (0−0) | WTA 1000 (0−0)  |
| Premier 5 (0−0)         | WTA 1000 (0−0)  |
| Premier (0−0)           | WTA 500 (0−0)   |
| International (2−3)     | WTA 250 (3−2)   |

| Títols per superfície |
| --------------------- |
| Dura (3−3)            |
| Gespa (2−0)           |
| Terra batuda (1−1)    |

| Resultat   | Núm. | Data                   | Torneig               | Superfície   | Oponent            | Marcador            |
| ---------- | ---- | ---------------------- | --------------------- | ------------ | ------------------ | ------------------- |
| Finalista  | 1.   | 24 de juliol de 2016   | Båstad, Suècia        | Terra batuda | Laura Siegemund    | 5−7, 1−6            |
| Finalista  | 2.   | 18 de setembre de 2016 | Tòquio, Japó          | Dura         | Christina McHale   | 6−3, 4−6, 4−6       |
| Guanyadora | 1.   | 7 de gener de 2017     | Shenzhen, Xina        | Dura         | Alison Riske       | 6−3, 6−4            |
| Guanyadora | 2.   | 30 de juliol de 2017   | Båstad                | Terra batuda | Caroline Wozniacki | 6−3, 6−4            |
| Finalista  | 3.   | 7 de gener de 2018     | Shenzhen              | Dura         | Simona Halep       | 1−6, 6−2, 0−6       |
| Finalista  | 4.   | 26 de juny de 2021     | Bad Homburg, Alemanya | Gespa        | Angelique Kerber   | 3−6, 2−6            |
| Guanyadora | 3.   | 18 de setembre de 2022 | Portorož, Eslovènia   | Dura         | Ielena Ribàkina    | 6−7(4), 7−6(5), 6−4 |
| Guanyadora | 4.   | 1 de juliol de 2023    | Bad Homburg           | Gespa        | Lucia Bronzetti    | 6−2, 7−6(3)         |
| Finalista  | 5.   | 15 d'octubre de 2023   | Hong Kong, Xina       | Dura         | Leylah Fernandez   | 6−3, 4−6, 4−6       |
| Guanyadora | 5.   | 22 d'octubre de 2023   | Nanchang, Xina        | Dura         | Marie Bouzková     | 1−6, 7−6(5), 7−6(4) |

### Dobles femenins: 48 (30−18)
| 2009 − 2020             | Després de 2021 |
| ----------------------- | --------------- |
| Grand Slam (10−2)       |                 |
| Jocs Olímpics Or (1)    |                 |
| WTA Finals (1−3)        |                 |
| Premier Mandatory (0−3) | WTA 1000 (4−1)  |
| Premier 5 (1−0)         | WTA 1000 (4−1)  |
| Premier (1−2)           | WTA 500 (4−2)   |
| International (4−5)     | WTA 250 (4−0)   |

| Títols per superfície |
| --------------------- |
| Dura (19−15)          |
| Gespa (4−1)           |
| Terra batuda (6−2)    |

| Resultat   | Núm. | Data                   | Torneig                                  | Superfície   | Parella             | Oponents                             | Marcador            |
| ---------- | ---- | ---------------------- | ---------------------------------------- | ------------ | ------------------- | ------------------------------------ | ------------------- |
| Finalista  | 1.   | 3 d'agost de 2014      | Stanford, Estats Units                   | Dura         | Paula Kania         | Garbiñe Muguruza C. Suárez Navarro   | 2−6, 6−4, [5−10]    |
| Guanyadora | 1.   | 13 de setembre de 2014 | Taixkent, Uzbekistan                     | Dura         | Aleksandra Krunić   | Margarita Gasparyan Alexandra Panova | 6−2, 6−1            |
| Guanyadora | 2.   | 2 de maig de 2015      | Praga, Txèquia                           | Terra batuda | Belinda Bencic      | Katerina Bondarenko Eva Hrdinová     | 6−2, 6−2            |
| Finalista  | 2.   | 3 d'octubre de 2015    | Taixkent                                 | Dura         | Vera Dushevina      | Margarita Gasparyan Alexandra Panova | 1−6, 6−3, [3−10]    |
| Finalista  | 3.   | 5 de febrer de 2017    | Taipei, Xina Taipei                      | Dura         | Lucie Hradecká      | Chan Hao-ching Chan Yung-jan         | 4−6, 2−6            |
| Finalista  | 4.   | 19 de març de 2017     | Indian Wells, Estats Units               | Dura         | Lucie Hradecká      | Chan Yung-jan Martina Hingis         | 6−7(4), 2−6         |
| Finalista  | 5.   | 9 d'abril de 2017      | Charleston, Estats Units                 | Terra batuda | Lucie Hradecká      | B. Mattek-Sands Lucie Šafářová       | 1−6, 6−4, [7−10]    |
| Finalista  | 6.   | 6 de maig de 2017      | Praga                                    | Terra batuda | Lucie Hradecká      | Anna-Lena Grönefeld Květa Peschke    | 4−6, 6−7(3)         |
| Finalista  | 7.   | 10 de setembre de 2017 | US Open, Estats Units                    | Dura         | Lucie Hradecká      | Chan Yung-jan Martina Hingis         | 3−6, 2−6            |
| Finalista  | 8.   | 7 de gener de 2018     | Shenzhen, Xina                           | Dura         | Barbora Krejčíková  | Simona Halep Irina-Camelia Begu      | 6−1, 1−6, [8−10]    |
| Finalista  | 9.   | 1 d'abril de 2018      | Miami, Estats Units                      | Dura         | Barbora Krejčíková  | Ashleigh Barty CoCo Vandeweghe       | 2−6, 1−6            |
| Guanyadora | 3.   | 10 de juny de 2018     | Roland Garros, França                    | Terra batuda | Barbora Krejčíková  | Eri Hozumi Makoto Ninomiya           | 6−3, 6−3            |
| Guanyadora | 4.   | 15 de juliol de 2018   | Wimbledon, Regne Unit                    | Gespa        | Barbora Krejčíková  | Nicole Melichar Květa Peschke        | 6−4, 4−6, 6−0       |
| Finalista  | 10.  | 28 d'octubre de 2018   | WTA Finals, Singapur                     | Dura (i)     | Barbora Krejčíková  | Tímea Babos Kristina Mladenovic      | 4−6, 5−7            |
| Guanyadora | 5.   | 12 de gener de 2019    | Sydney, Austràlia                        | Dura         | Aleksandra Krunić   | Eri Hozumi Alicja Rosolska           | 6−1, 7−6(3)         |
| Finalista  | 11.  | 17 de març de 2019     | Indian Wells (2)                         | Dura         | Barbora Krejčíková  | Elise Mertens Arina Sabalenka        | 3−6, 2−6            |
| Guanyadora | 6.   | 11 d'agost de 2019     | Toronto, Canadà                          | Dura         | Barbora Krejčíková  | Anna-Lena Grönefeld Demi Schuurs     | 7−5, 6−0            |
| Guanyadora | 7.   | 13 d'octubre de 2019   | Linz, Àustria                            | Dura (i)     | Barbora Krejčíková  | Barbara Haas Xenia Knoll             | 6−4, 6−3            |
| Guanyadora | 8.   | 11 de gener de 2020    | Shenzhen                                 | Dura         | Barbora Krejčíková  | Zheng Saisai Duan Yingying           | 6−2, 3−6, [10−4]    |
| Finalista  | 12.  | 15 de novembre de 2020 | Linz                                     | Dura (i)     | Lucie Hradecká      | Arantxa Rus Tamara Zidanšek          | 3−6, 4−6            |
| Guanyadora | 9.   | 7 de febrer de 2021    | Melbourne, Austràlia                     | Dura         | Barbora Krejčíková  | Chan Hao-ching Latisha Chan          | 6−3, 7−6(4)         |
| Finalista  | 13.  | 21 de febrer de 2021   | Open d'Austràlia, Austràlia              | Dura         | Barbora Krejčíková  | Elise Mertens Arina Sabalenka        | 2−6, 3−6            |
| Guanyadora | 10.  | 8 de maig de 2021      | Madrid, Espanya                          | Terra batuda | Barbora Krejčíková  | Gabriela Dabrowski Demi Schuurs      | 6−4, 6−3            |
| Guanyadora | 11.  | 13 de juny de 2021     | Roland Garros (2)                        | Terra batuda | Barbora Krejčíková  | B. Mattek-Sands Iga Świątek          | 6−4, 6−2            |
| Guanyadora | 12.  | 31 de juliol de 2021   | Jocs Olímpics, Tòquio, Japó              | Dura         | Barbora Krejčíková  | Belinda Bencic Viktorija Golubic     | 7−5, 6−1            |
| Guanyadora | 13.  | 24 d'octubre de 2021   | Moscou, Rússia                           | Dura (i)     | Jeļena Ostapenko    | Nadia Kitxenok Raluca Olaru          | 6−2, 4−6, [10−8]    |
| Guanyadora | 14.  | 17 de novembre de 2021 | WTA Finals, Guadalajara, Mèxic           | Dura         | Barbora Krejčíková  | Hsieh Su-wei Elise Mertens           | 6−3, 6−4            |
| Guanyadora | 15.  | 9 de gener de 2022     | Melbourne, Austràlia                     | Dura         | Bernarda Pera       | Tereza Martincová Mayar Sherif       | 6−2, 6−7(7), [10−5] |
| Guanyadora | 16.  | 30 de gener de 2022    | Open d'Austràlia                         | Dura         | Barbora Krejčíková  | Anna Danilina B. Haddad Maia         | 6−7(3), 6−4, 6−4    |
| Guanyadora | 17.  | 19 de juny de 2022     | Berlín, Alemanya                         | Gespa        | Storm Sanders       | Alizé Cornet Jil Teichmann           | 6−4, 6−3            |
| Guanyadora | 18.  | 10 de juliol de 2022   | Wimbledon (2)                            | Gespa        | Barbora Krejčíková  | Elise Mertens Zhang Shuai            | 6−2, 6−4            |
| Guanyadora | 19.  | 11 de setembre de 2022 | US Open                                  | Dura         | Barbora Krejčíková  | Caty McNally Taylor Townsend         | 3−6, 7−5, 6−1       |
| Guanyadora | 20.  | 9 de setembre de 2022  | Monastir, Tunísia                        | Dura         | Kristina Mladenovic | Miyu Kato Angela Kulikov             | 6−2, 6−0            |
| Finalista  | 14.  | 7 de novembre de 2022  | WTA Finals, Fort Worth, Estats Units (2) | Dura (i)     | Barbora Krejčíková  | Veronika Kudermétova · Elise Mertens | 2−6, 6−4, [9−11]    |
| Finalista  | 15.  | 8 de gener de 2023     | Adelaida, Austràlia                      | Dura         | Storm Hunter        | Asia Muhammad Taylor Townsend        | 2−6, 6−7(2)         |
| Guanyadora | 21.  | 29 de gener de 2023    | Open d'Austràlia (2)                     | Dura         | Barbora Krejčíková  | Shuko Aoyama Ena Shibahara           | 6−4, 6−3            |
| Guanyadora | 22.  | 18 de març de 2023     | Indian Wells                             | Dura         | Barbora Krejčíková  | B. Haddad Maia Laura Siegemund       | 6−1, 6−7(3), [10−7] |
| Finalista  | 16.  | 25 de juny de 2023     | Berlín                                   | Gespa        | Markéta Vondroušová | Caroline Garcia Luisa Stefani        | 6−4, 6−7(8), [4−10] |
| Guanyadora | 23.  | 16 de setembre de 2023 | San Diego, Estats Units                  | Dura         | Barbora Krejčíková  | Danielle Collins CoCo Vandeweghe     | 6−1, 6−4            |
| Guanyadora | 24.  | 24 de febrer de 2024   | Dubai, Emirats Àrabs Units               | Dura         | Storm Hunter        | N. Melichar-Martinez Ellen Perez     | 6−4, 6−2            |
| Finalista  | 17.  | 16 de març de 2024     | Indian Wells (3)                         | Dura         | Storm Hunter        | Hsieh Su-wei Elise Mertens           | 3−6, 4−6            |
| Guanyadora | 25.  | 9 de juny de 2024      | Roland Garros (3)                        | Terra batuda | Coco Gauff          | Sara Errani Jasmine Paolini          | 7−6(5), 6−3         |
| Guanyadora | 26.  | 14 de juliol de 2024   | Wimbledon (3)                            | Gespa        | Taylor Townsend     | Gabriela Dabrowski Erin Routliffe    | 7−6(5), 7−6(1)      |
| Guanyadora | 27.  | 28 de juliol de 2024   | Praga (2)                                | Terra batuda | Barbora Krejčíková  | B. Mattek-Sands Lucie Šafářová       | 6−3, 6−3            |
| Guanyadora | 28.  | 27 d'octubre de 2024   | Canton, Xina                             | Dura         | Zhang Shuai         | Katarzyna Piter Fanny Stollár        | 6−4, 6−1            |
| Finalista  | 18.  | 9 de novembre de 2024  | WTA Finals, Riad, Aràbia Saudita (3)     | Dura (i)     | Taylor Townsend     | Gabriela Dabrowski Erin Routliffe    | 5−7, 3−6            |
| Guanyadora | 29.  | 26 de gener de 2025    | Open d'Austràlia (3)                     | Dura         | Taylor Townsend     | Hsieh Su-wei Jeļena Ostapenko        | 6−2, 6−7(4), 6−3    |
| Guanyadora | 30.  | 22 de febrer de 2025   | Dubai (2)                                | Dura         | Taylor Townsend     | Hsieh Su-wei Jeļena Ostapenko        | 7−6(5), 6−4         |

#### Períodes com a número 1
| Núm. | Predecessora              | Dates                    | Successora                | Setmanes | Acumulat |
| ---- | ------------------------- | ------------------------ | ------------------------- | -------- | -------- |
| 1.   | Tímea Babos               | 22/10/2018 − 09/06/2019A | Kristina Mladenovic       | 33       | 33       |
| 2.   | Hsieh Su-wei              | 15/11/2021 − 05/06/2022  | Elise Mertens             | 29       | 62       |
| 3.   | Coco Gauff                | 12/09/2022 − 10/09/2023  | Coco Gauff Jessica Pegula | 52       | 114      |
| 4.   | Coco Gauff Jessica Pegula | 18/09/2023 − 24/09/2023  | Elise Mertens             | 1        | 115      |
| 5.   | Erin Routliffe            | 09/09/2024 − 27/07/2025  | Taylor Townsend           | 46       | 161      |

### Dobles mixts: 2 (2−0)
| Llegenda             |
| -------------------- |
| Grand Slam (1−0)     |
| Jocs Olímpics Or (1) |
| WTA Finals (0−0)     |
| WTA 1000 (0−0)       |
| WTA 500 (0−0)        |
| WTA 250 (0−0)        |

| Títols per superfície |
| --------------------- |
| Dura (0−0)            |
| Gespa (1−0)           |
| Terra batuda (1−0)    |

| Resultat   | Núm. | Data                 | Torneig                      | Superfície   | Parella      | Oponents                    | Marcador         |
| ---------- | ---- | -------------------- | ---------------------------- | ------------ | ------------ | --------------------------- | ---------------- |
| Guanyadora | 1.   | 4 d'agost de 2024    | Jocs Olímpics, París, França | Terra batuda | Tomáš Macháč | Wang Xinyu Zhang Zhizhen    | 6−2, 5−7, [10−8] |
| Guanyadora | 2.   | 10 de juliol de 2025 | Wimbledon, Regne Unit        | Gespa        | Sem Verbeek  | Luisa Stefani Joe Salisbury | 7−6(3), 7−6(3)   |

### Equips: 1 (1−0)
| Resultat   | Núm. | Data                        | Torneig                                | Superfície | Equip                                             | Oponents                                                  | Marcador |
| ---------- | ---- | --------------------------- | -------------------------------------- | ---------- | ------------------------------------------------- | --------------------------------------------------------- | -------- |
| Guanyadora | 1.   | 10 − 11 de novembre de 2018 | Copa Federació, Praga, República Txeca | Dura (i)   | Barbora Krejčíková Petra Kvitová Barbora Strýcová | Danielle Collins Sofia Kenin Nicole Melichar Alison Riske | 3−0      |

## Trajectòria

### Individual
| Open d'Austràlia | A   | 1R  | 2R    | 1R    | 1R    | 2R    | 1R    | 1R   | 1R    | 1R | 1R | 2R | 0 / 11    | 3 – 11    |
| Roland Garros | A   | Q2  | 1R    | 1R    | 1R    | 3R    | 4R    | 3R   | 3R    | 2R | 1R | 2R | 0 / 10    | 11 – 10   |
| Wimbledon | A   | Q1  | 1R    | 3R    | 1R    | 3R    | 2R    | NC   | 3R    | 1R | 2R |    | 0 / 8     | 8 – 8     |
| US Open | A   | Q3  | 1R    | 2R    | 1R    | 3R    | 1R    | 1R   | 2R    | 2R | 1R |    | 0 / 9     | 5 – 9     |
| Total Victòries−Derrotes | 0−1 | 4−6 | 13−20 | 17−19 | 24−24 | 28−22 | 20−29 | 6−13 | 19−16 |    |    |    | 131 – 153 | 131 – 153 |
| Rànquing a final d'any | 211 | 74  | 108   | 49    | 47    | 31    | 58    | 64   | 49    |    |    |    |           |           |
| Llegenda: G: Guanyadora; F: Finalista; SF: Semifinalista; QF: Quarts de final; Q: Qualificació; A: Absent; RR: Round Robin; |     |     |       |       |       |       |       |      |       |    |    |    |           |           |

### Dobles femenins
| Torneig | 2014 | 2015  | 2016  | 2017        | 2018        | 2019        | 2020        | 2021  | 2022 | 2023 | 2024 | Títols    | V – D     |
| --- | ---- | ----- | ----- | ----------- | ----------- | ----------- | ----------- | ----- | ---- | ---- | ---- | --------- | --------- |
| Open d'Austràlia | A    | 1R    | 1R    | 1R          | 3R          | QF          | SF          | F     | G    | G    | SF   | 2 / 10    | 30 – 8    |
| Roland Garros | A    | 3R    | SF    | SF          | G           | 1R          | SF          | G     | A    | 1R   |      | 2 / 8     | 26 – 6    |
| Wimbledon | A    | 2R    | 1R    | 1R          | G           | SF          | NC          | QF    | G    | A    |      | 2 / 7     | 22 – 5    |
| US Open | A    | 1R    | QF    | F           | SF          | 1R          | 2R          | 1R    | G    | 2R   |      | 1 / 9     | 20 – 8    |
| Jocs Olímpics | NC   | NC    | A     | No celebrat | No celebrat | No celebrat | No celebrat | G     | NC   | NC   |      | 1 / 1     | 5 – 0     |
| WTA Finals | A    | A     | A     | A           | F           | RR          | NC          | G     | F    | RR   |      | 1 / 5     | 13 – 6    |
| Total Victòries−Derrotes | 8−4  | 16−14 | 18−18 | 35−23       | 37−15       | 32−18       | 24−8        | 45−11 | 40−6 |      |      | 264 – 118 | 264 – 118 |
| Rànquing a final d'any | 86   | 58    | 35    | 13          | 1           | 7           | 8           | 1     | 1    |      |      |           |           |
| Llegenda: G: Guanyadora; F: Finalista; SF: Semifinalista; QF: Quarts de final; Q: Qualificació; A: Absent; RR: Round Robin; |      |       |       |             |             |             |             |       |      |      |      |           |           |

## Guardons
- WTA Doubles Team of the Year (3): 2018, 2021, 2022[1][2][3]